# Meagan Good

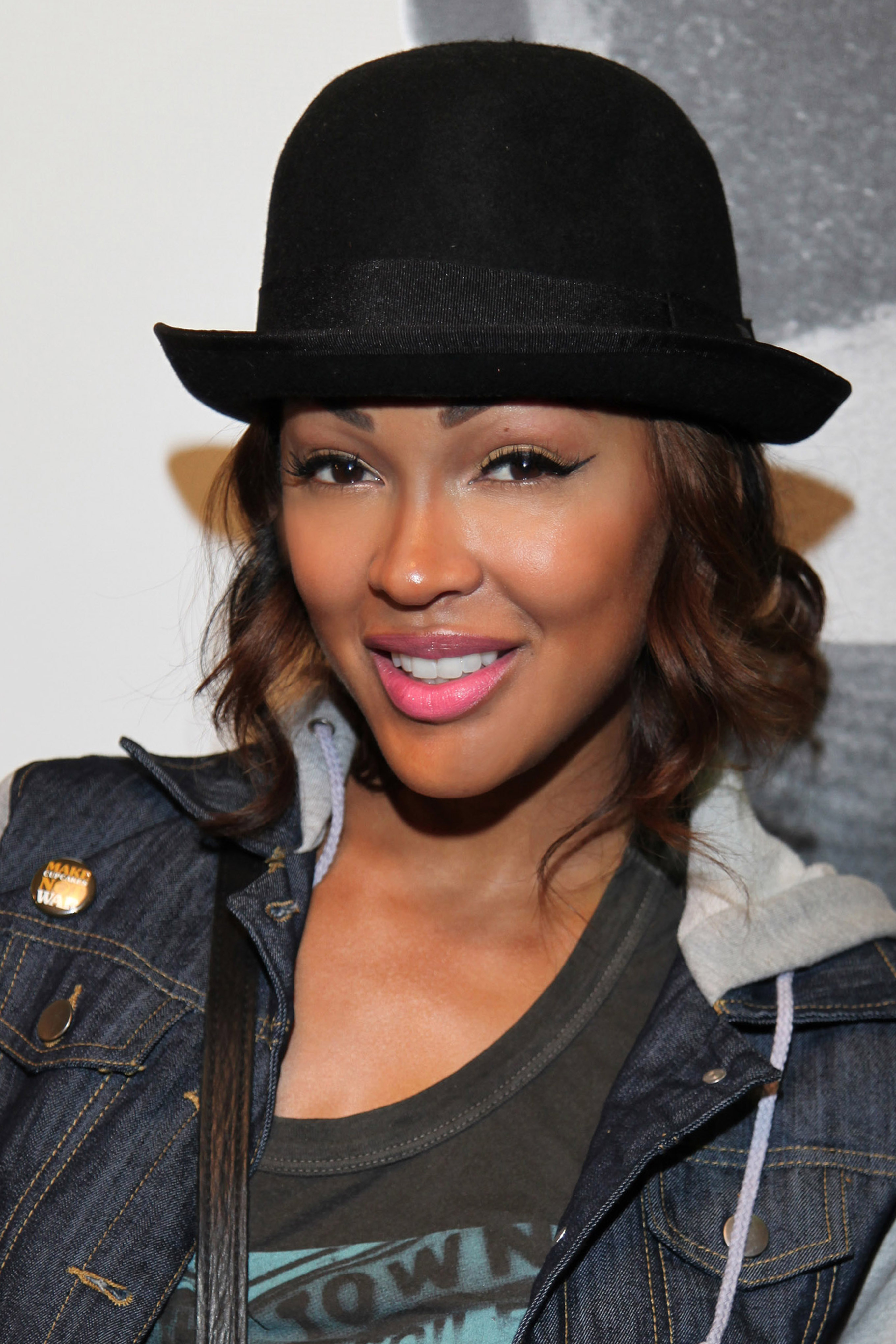
Meagan Good

Meagan Monique Good  (n. 8 august 1981 in Panorama City, California) este o actriță americană.

## Date biografice
Meagen apare deja la vârstă de patru ani în Werbespot (filme scurte de reclamă). Ea face parte sporadic din formația muzicală Isyss. Printre primele roluri de film se poate aminti comedia House Party 3 (1994), iar ulterior drama  Eveas Bayou (1997) unde a jucat alături de Samuel L. Jackson. Pentru acest rol va distinsă în anul 1998 cu premiul YoungStar Award.

## Filme
| Anul | Titlu                                  | Rol              | Note            |
| ---- | -------------------------------------- | ---------------- | --------------- |
| 1995 | Friday                                 | Kid #2           |                 |
| 1995 | Make a Wish, Molly                     | Jenny            |                 |
| 1997 | Eve's Bayou                            | Cisely Batiste   |                 |
| 1999 | The Secret Life of Girls               | Kay              |                 |
| 2000 | 3 Strikes                              | Buela Douglas    |                 |
| 2001 | House Party 4: Down to the Last Minute | Tina             | Video           |
| 2003 | Biker Boyz                             | Tina             |                 |
| 2003 | Deliver Us from Eva                    | Jacqui Dandridge |                 |
| 2003 | Ride or Die                            | Fake Venus       | Video           |
| 2004 | D.E.B.S.                               | Max              |                 |
| 2004 | You Got Served                         | Beautifull       |                 |
| 2004 | The Cookout                            | Brittany         |                 |
| 2005 | Brick                                  | Kara             |                 |
| 2005 | Venom                                  | Cece             |                 |
| 2005 | Roll Bounce                            | Naomi Phillips   |                 |
| 2006 | Miles from Home                        | Natasha Freeman  |                 |
| 2006 | Waist Deep                             | Coco             |                 |
| 2007 | Stomp the Yard                         | April            |                 |
| 2008 | One Missed Call                        | Shelley Baum     |                 |
| 2008 | The Love Guru                          | Prudence Roanoke |                 |
| 2008 | Saw V                                  | Luba             |                 |
| 2009 | The Unborn                             | Romy             |                 |
| 2011 | 35 and Ticking                         | Falinda          |                 |
| 2011 | Jumping the Broom                      | Blythe           |                 |
| 2011 | Video Girl                             | Lorie            |                 |
| 2012 | LUV                                    | Beverly          |                 |
| 2012 | Dysfunctional Friends                  | Ms. Stevens      |                 |
| 2012 | Think Like a Man                       | Mya              |                 |
| 2012 | Defeat the Label                       |                  | Short film      |
| 2012 | The Obama Effect                       | Tamika Jones     |                 |
| 2012 | Dick Little                            | Megan            |                 |
| 2013 | Doctor Me                              |                  | Post-production |
| 2013 | Anchorman 2: The Legend Continues      | Linda Jackson    |                 |
| 2014 | Think Like a Man Too                   | Mya              | Post-production |
| 2019 | The Intruder                           | Annie            |                 |